# برنتروده (بای ووربیس)
برنتروده (به آلمانی: Bernterode) یک منطقهٔ مسکونی در آلمان است که در Breitenworbis واقع شده‌است. برنتروده ۱٬۳۶۲ نفر جمعیت دارد.